# 南京玉すだれ

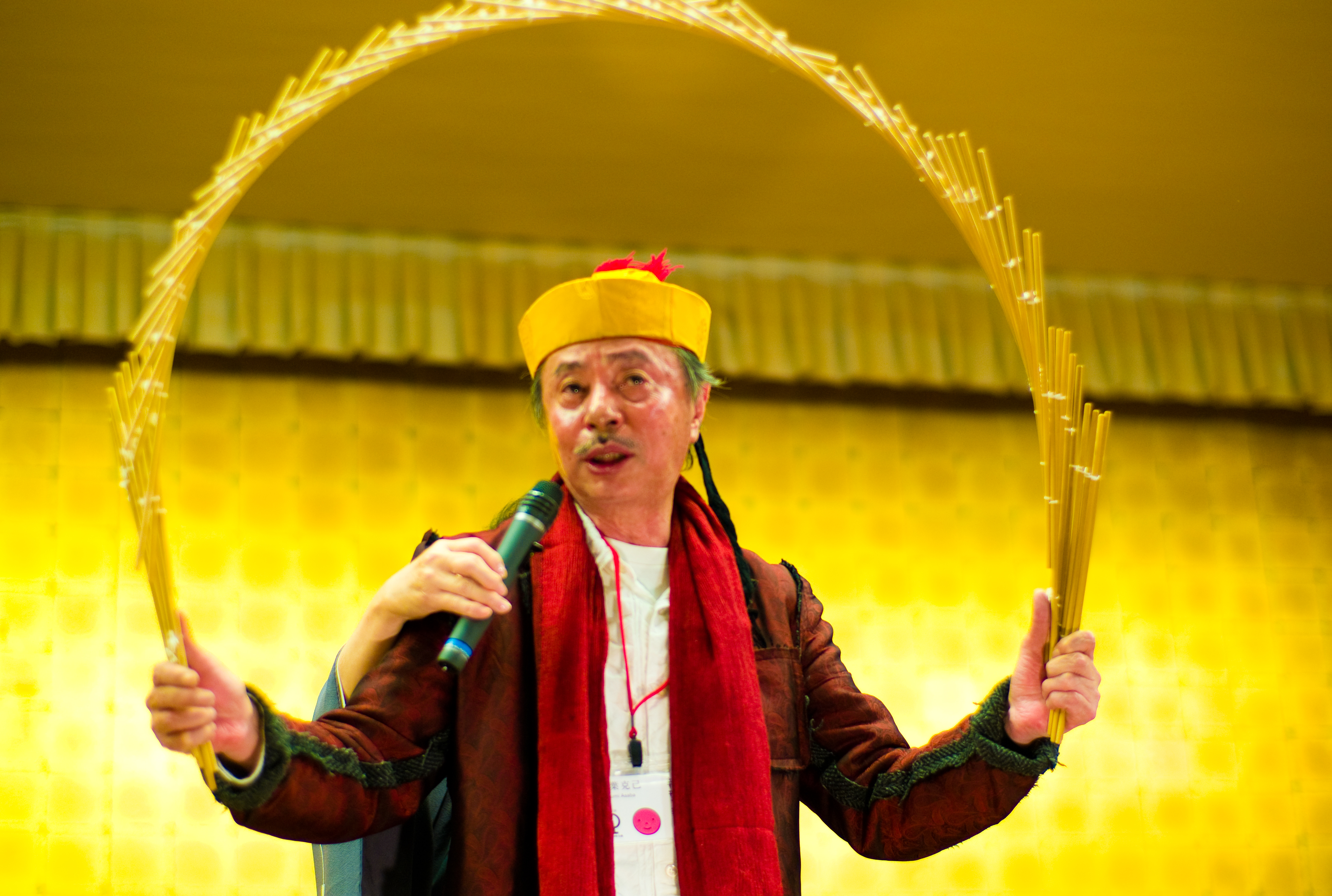
南京玉すだれを披露するアートディレクター浅葉克己

南京玉すだれ（なんきんたますだれ）とは、日本の大道芸の一つ。歴史のある芸で伝統芸能であるとも言える。一人の演者が長さ20 - 30数センチメートルの竹製の小型のすだれ（簾）を持ち、唄にあわせて踊りながらすだれを変化させて釣竿、橋、しだれ柳、旗などに見立てる。演者が持つすだれの名称でもある。

## 概要
芸人が「アさて、さて、さてさてさてさて、さては南京玉すだれ」の威勢良い掛け声とともに玉すだれを取り出し、「ちょいとひねれば、ちょいと、ひねれば、日米国旗に早変わり。日米国旗をちょいと伸ばせば、…」といった風に、すだれの形状を次々と変えて見せる。
現在町で見かけることはほとんどなく、イベントなどで演じられることが多い。イベントで行われる場合には、数人が並んで同じ技を見せることもある。
使われるすだれの玉数は流派などによっても違いがあり、24本、36本、46本などいくつかのバリエーションがある。
現在、日本にはいくつもの保存会や流派があり、カルチャースクールなどでも教室が数多く開かれている。

## 発生と名前
発生については定かな記録はないが、江戸時代には「玉すだれ売り」が子どもの玩具として売り歩いていたという記録がある。（江戸物売図聚・三谷一馬著　草双紙『宇治拾遺煎茶友』　天保５年）
日本南京玉すだれ協会では、「発祥は富山県で、同県の民謡こきりこ節に用いられるささらが原型」としている。
「玉すだれ」は伊勢物語の短歌にもでてくる言葉ではあるが、一般的なすだれと同様に目かくしや日光遮断のために屋内で用いる家具のことであった。
玉すだれを使った「南京玉すだれ」という大道芸が現れたのは江戸期になってからである。名前から南京発祥だと勘違いされやすいが、日本発祥である。本来は「唐人阿蘭陀南京無双玉すだれ」と称されており、「唐人にも阿蘭陀にも二つとない小さな玉すだれ」という意味で付けられたといわれている。
大国明の大都市であった南京の名をつけることで、すだれの希少性を強調し芸の価値を高める意図があったと思われる。

## 歌詞
以下は、南京玉すだれを演じる際の歌詞の一例である。
```
1
アさて　アさて　アさて　さて　さて　さて
さては南京玉すだれ
チョイと伸ばして チョイと伸ばせば
浦島太郎さんが浜辺にて 魚釣る竿にさも似たり
魚釣る竿がお目にとまれば元へと直す
```

```
2
さてさてさてさて さては南京玉すだれ
チョイと伸ばして チョイと伸ばせば
瀬田の唐橋 唐金擬宝珠 擬宝珠ないのがお慰み
瀬田の唐橋 お目にとまれば元へと直す
```

```
3
さてさてさてさて　さては南京玉すだれ
チョイと伸ばして チョイとひねれば
越すに越されぬ 箱根の関所
関所が　お目にとまれば
炭焼き小屋に早変わり
炭焼き小屋が　お目にとまれば元へと直す
```

```
4
さてさてさてさて　さては南京玉すだれ
東海道は五十と三次 中山道は六十と九次
西へ東へ飛脚の姿
あまた宿場になくてならない 茶店の看板 さも似たり
茶店の看板　お目にとまれば元へと直す
```

```
5
さてさてさてさて　さては南京玉すだれ
チョイと伸ばして グンと伸ばせば
阿弥陀如来か釈迦牟尼か 後光に見えればお慰み
後光が お目にとまれば 元へと直す
```

```
6
さてさてさてさて　さては南京玉すだれ
チョイと返して チョイと返せば 日本三景天橋立 浮かぶ白帆にさも似たり
浮かぶ白帆がお目にとまれば　元へと直す
```

```
7
さてさてさてさて さては南京玉すだれ
チョイと返してチョイと返せば 万国国旗にさも似たり
万国国旗が　お目にとまれば　しだれ柳に早変わり
しだれ柳に飛びつく蛙(かわず) 蛙いないがお慰み
それでは皆様 お達者で あらエッサッサ〜
```